# Američka jegulja
Američka jegulja (Anguilla rostrata) je migraciona riba koja živi na istočnoj obali Severne Amerike. 

## Opis
Američka jegulja ima vitko zmijasto telo koje je pokriveno sluznim slojem, koji joj daje go i sluzav izgled uprkos prisustva sitnih krljušti. Dugo leđno peraje počinje od sredine leđa i spaja se trbušnim perajom. Karlična peraja nisu prisutna, i relativno malo bočno peraje se može naći blizo sredine tela, iza glave. Postoje varijacije u bojama, od maslinasto zeleno, smeđih nijansi do zelekasto-žutih, i svetlo sive ili bele boje stomaka. Jegulje iz prozirne vode su često svetlije od onih iz tamnijih voda.

## Razmnožavanje
Američka jegulja podleže sličnim migratornim kretanjima kao i njena evropska srodnica, što ukazuje na zajedničko poreklo. Jegulje se mreste u Atlanskom okeanu blizo američke obale, u Sargaškom moru. Nakon mrešćenja američke jegulje odlaze put Severne Amerike, a evropske put Evrope. Putovanje mladih jegulja od mesta izleganja do evropskih obala traje pune tri godine. Pošto su američke obale bliže, i pošto mlade jegulje moraju dostići izvesnu dužinu da bi se mogle uspešno probijati uzvodno u rekama, američke jegulje putuju sporije od evropskih.

## Spoljašnje veze
- „Anguilla rostrata”. Integrisani taksonomski informacioni sistem. Приступљено 30. 1. 2006.
- Froese, Rainer; Pauly, Daniel; ур. (2005). Anguilla rostrata” на -у. [верзија на датум: 10 2005]
- The American Eel, an Endangered Species?
- ESA protection Архивирано на веб-сајту  (29. март 2008)